# Lynx (avion suborbital)
Pour les articles homonymes, voir Lynx (homonymie).

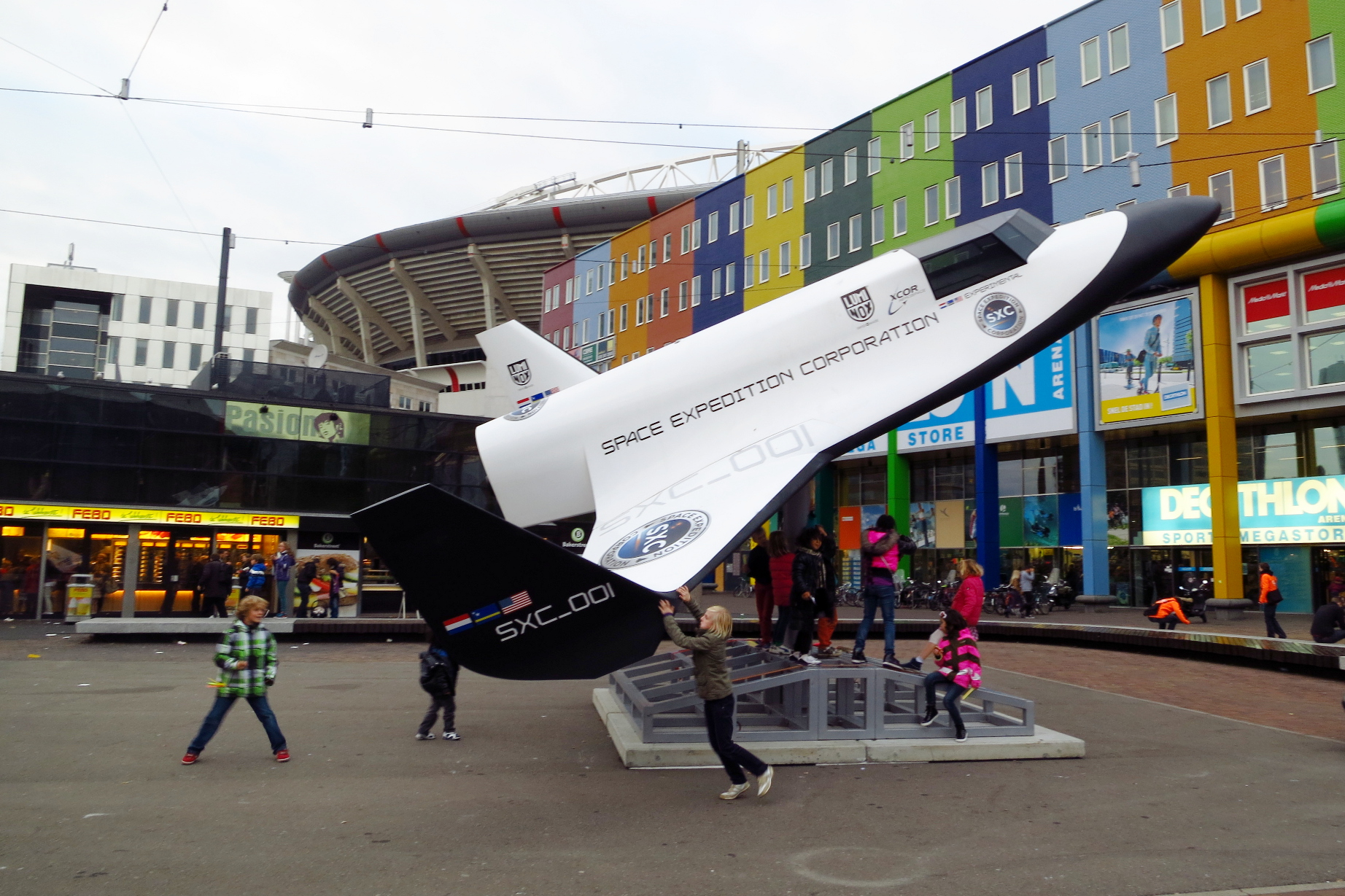
Maquette d'un Lynx (Amsterdam).

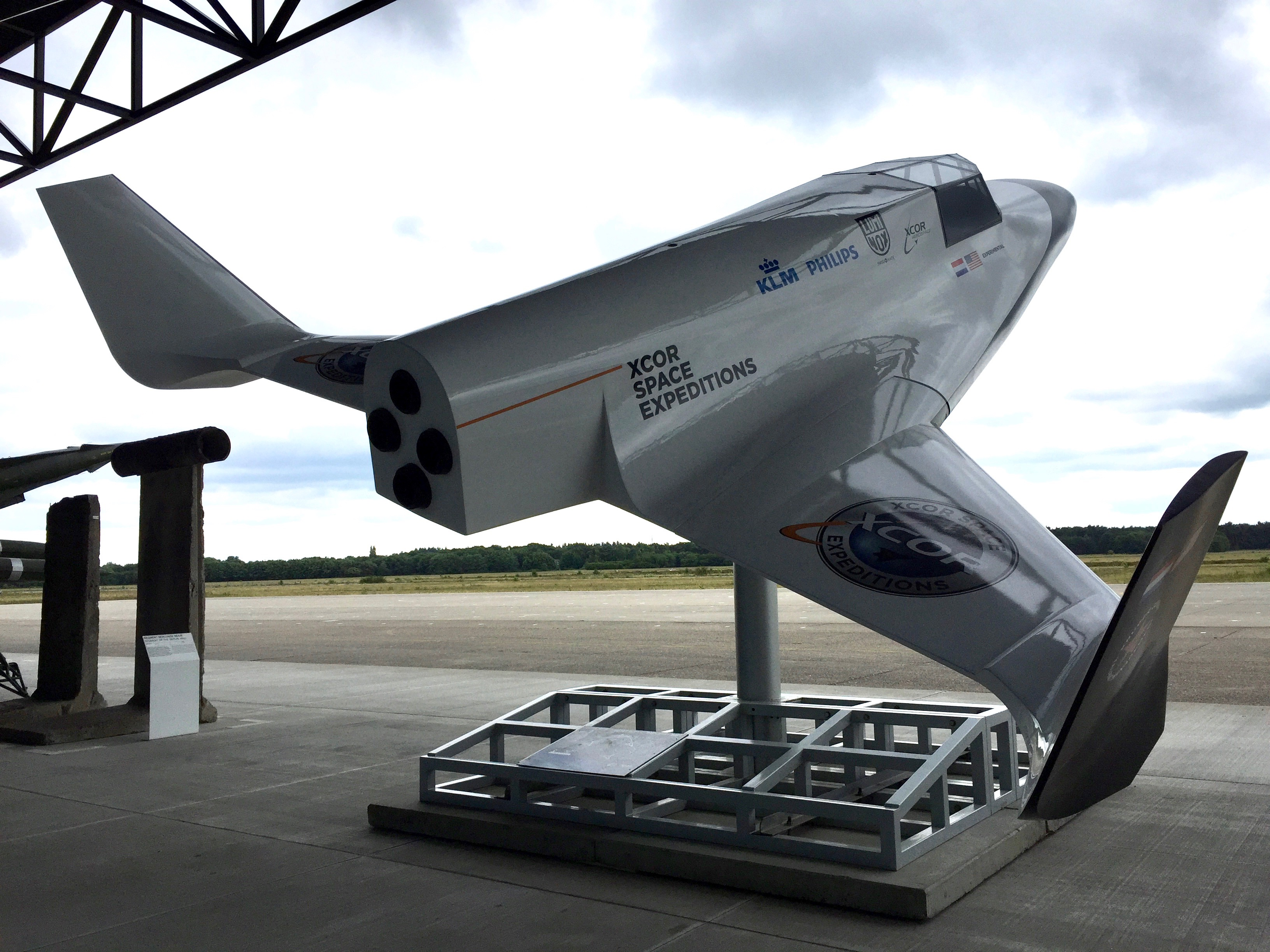

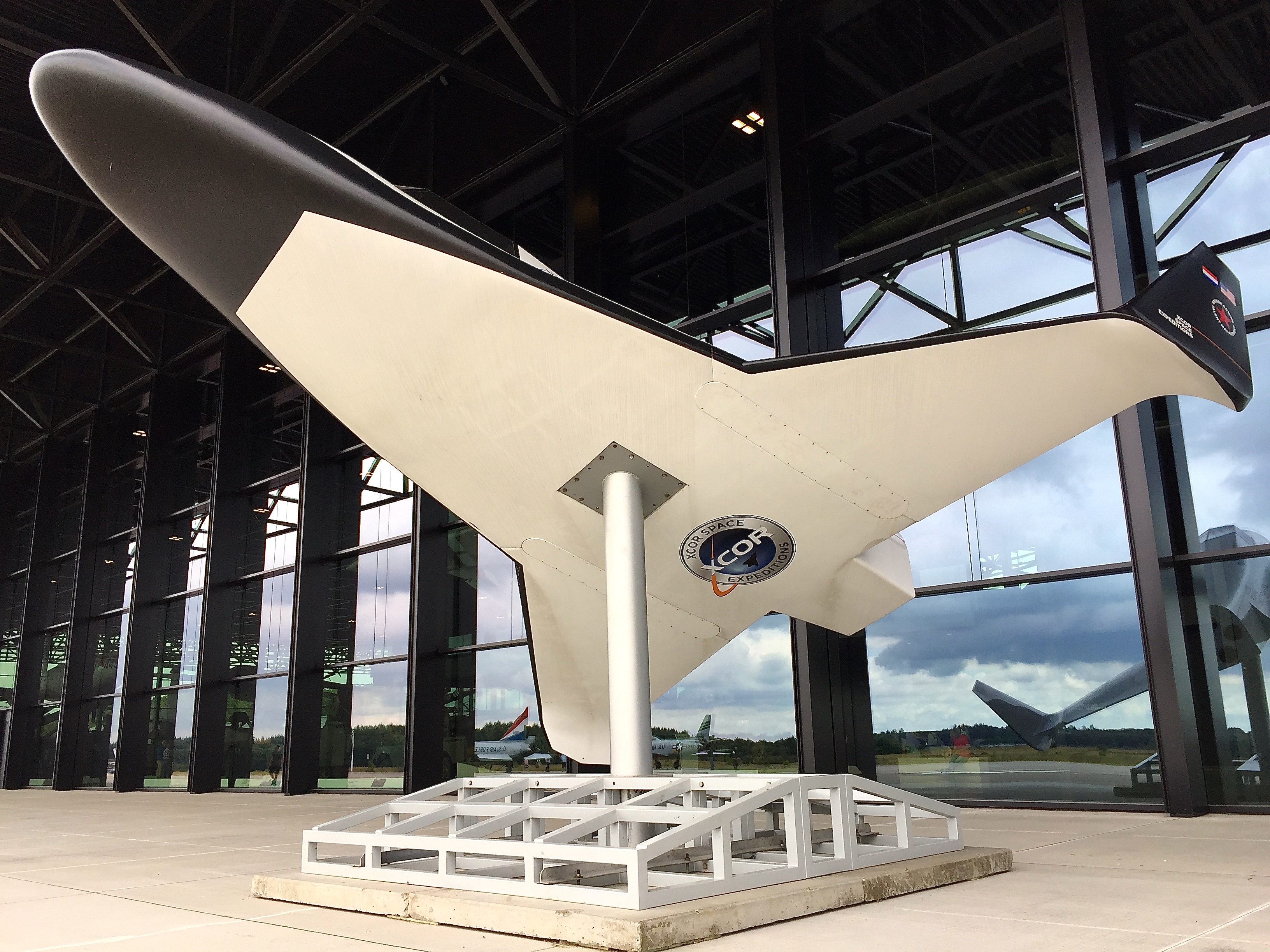

Le Lynx est un projet d'avion fusée biplace piloté destiné au tourisme spatial développé par la société XCOR Aerospace. Le projet est abandonné en 2017 lorsque XCOR Aerospace fait faillite,.

## Historique
En 2008, après 9 ans de développement sur un moteur à carburant liquide, XCOR Aerospace annonce le lancement du projet Lynx, lance les tests des moteurs au sol, et démarre la commercialisation des réservations pour les vols du Lynx via la société RocketShip à 98 000 dollars la place. Rick Searfoss est recruté pour piloter le Lynx. À l'annonce de son lancement, le Lynx est un concurrent direct du SpaceShipTwo de Virgin,.
En juin 2016, XCOR Aerospace est en difficulté financière : le projet Lynx est alors mis de côté, et l'entreprise licencie la moitié de son personnel. Le projet est abandonné en 2017 lorsque XCOR Aerospace fait faillite,.

## Description
Le Lynx est propulsé par quatre moteurs de type LOX-RP-1 dont l'alimentation est assuré par une pompe à piston. L'avion décolle à l'horizontale et se dresse graduellement à la verticale (80 degrés) pour atteindre la vitesse Mach 2 (ou 2,9 selon le moteur, Lynx Mark I ou II) avec sa puissance de 13 kilonewton. Le mur du son est franchi en 58 secondes, et 3-4 minutes sont nécessaires pour sortir de l'atmosphère terrestre.
Les Lynx sont construits dans une base du désert des Mojaves en Californie, et à l'Aéroport international de Curaçao dans l'île antillaise de Curaçao.
Le Lynx est un biplace, donc dispose d'une capacité de deux passagers : le pilote et le voyageur.